# Saint-Paterne
Pour les articles homonymes, voir Saint Paterne.
Saint-Paterne (Saint-Pater jusqu'à la Révolution, voire jusqu'au XIXe siècle dans certains documents administratifs) est une ancienne commune française, située dans le département de la Sarthe en région Pays de la Loire, devenue le 1er janvier 2017 une commune déléguée au sein de la commune nouvelle de Saint-Paterne - Le Chevain.
Saint-Paterne est peuplée de 1 531 habitants.
La commune fait partie de la province historique du Maine.

## Géographie
La superficie de Saint-Paterne est de 7,23 km2 et la densité de population, en 2007, est de 220 hab/km2. La Sarthe est le principal cours d'eau qui traverse le village, situé à 135 mètres d'altitude. La commune est  à environ 3 km du parc naturel régional Normandie-Maine.
La commune de Saint-Paterne est desservie par le réseau de bus Alto. Ce réseau fait partie des Transports urbains de la communauté urbaine d'Alençon. Saint-Paterne fait partie des lignes Iténéo 2, Iténéo Access et Domino 1.
Saint-Paterne est situé à 3 km au sud-ouest d'Alençon, la plus grande ville des environs.
|                                                 | Le Chevain    |                        |
| Saint-Germain-du-Corbéis (Orne), Alençon (Orne) | Saint-Paterne |                        |
| Arçonnay                                        | Champfleur    | Saint-Rigomer-des-Bois |

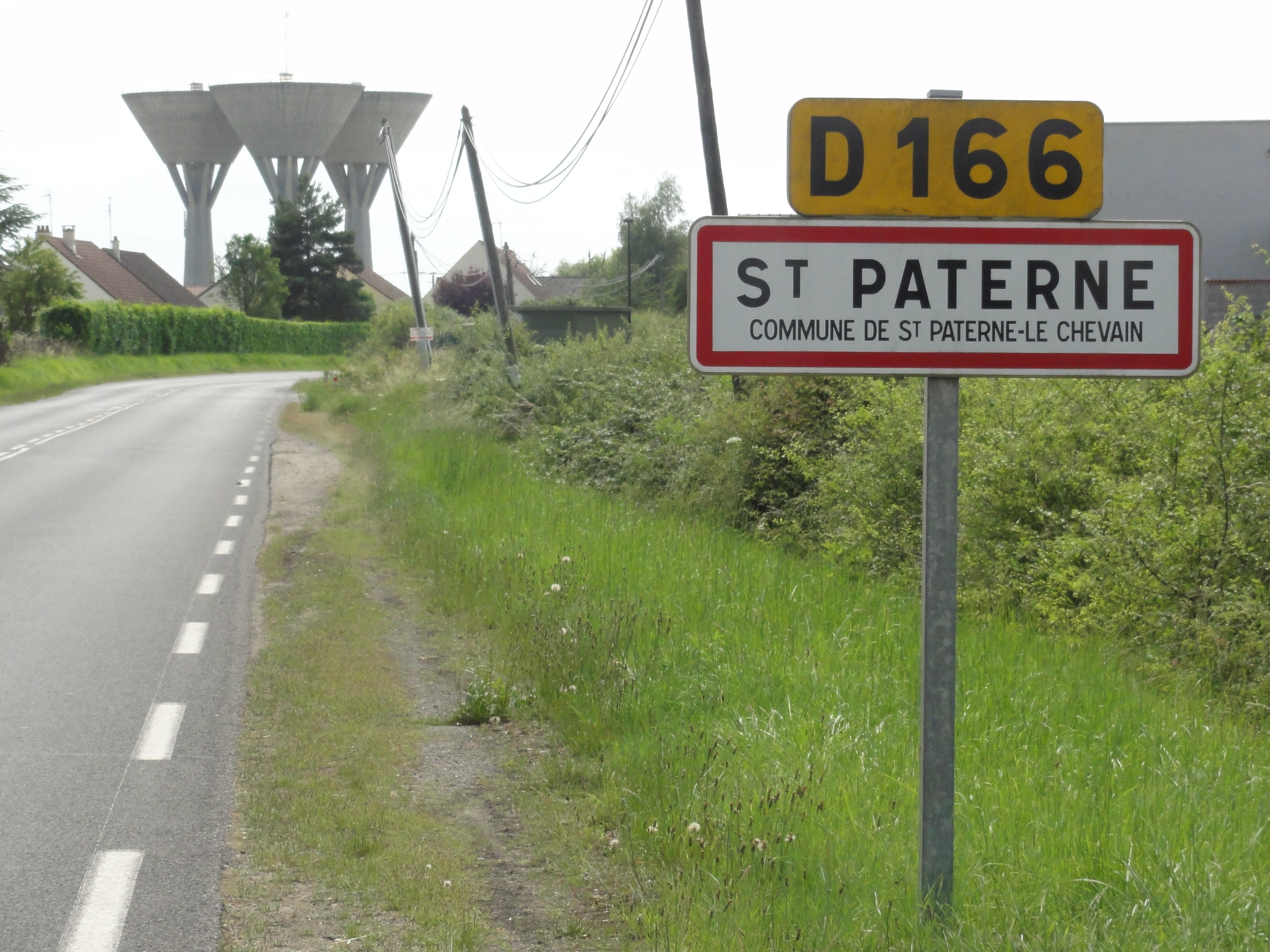
Entrée de l'agglomération.
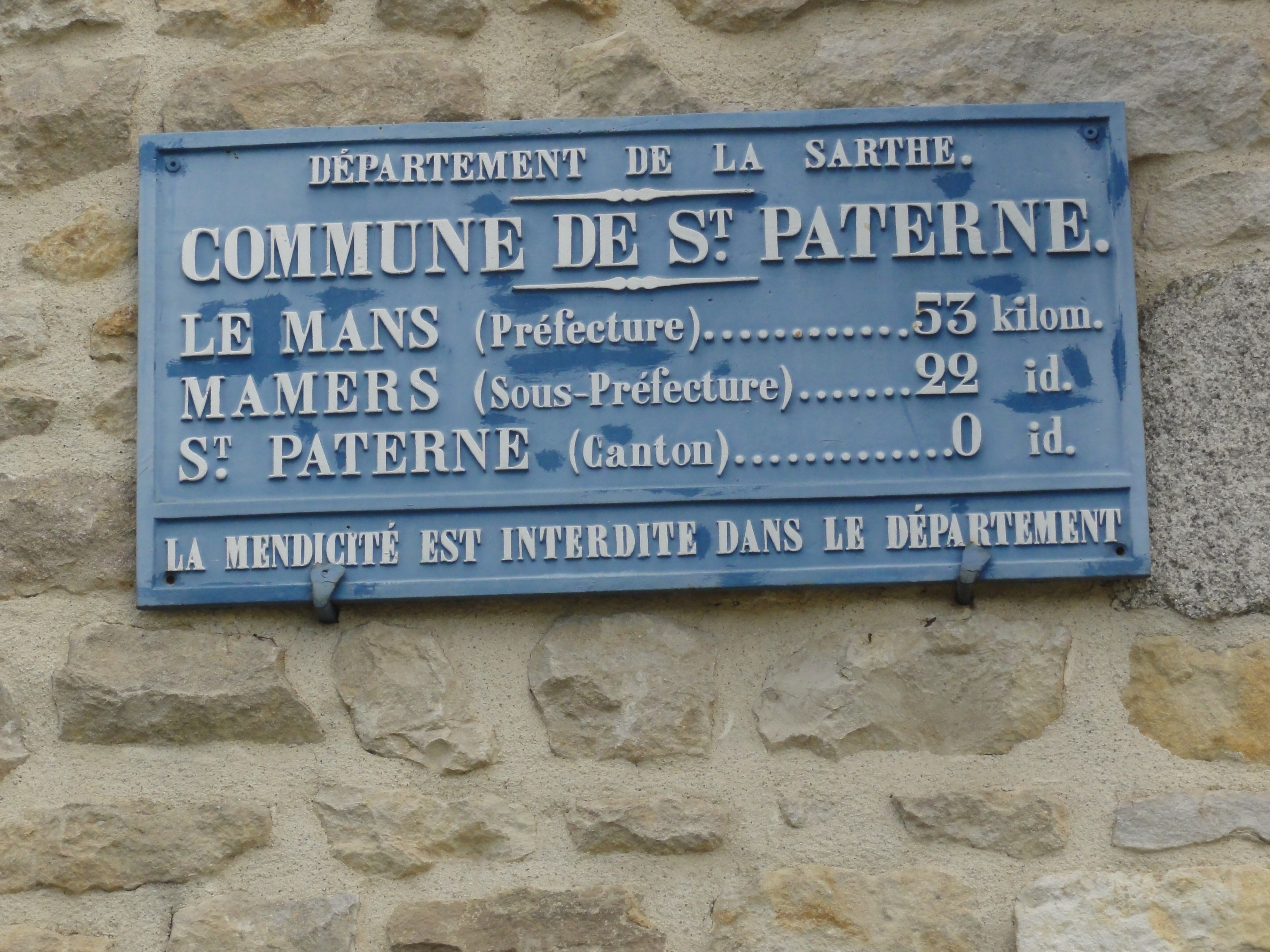
Plaque de cocher à Saint-Paterne.
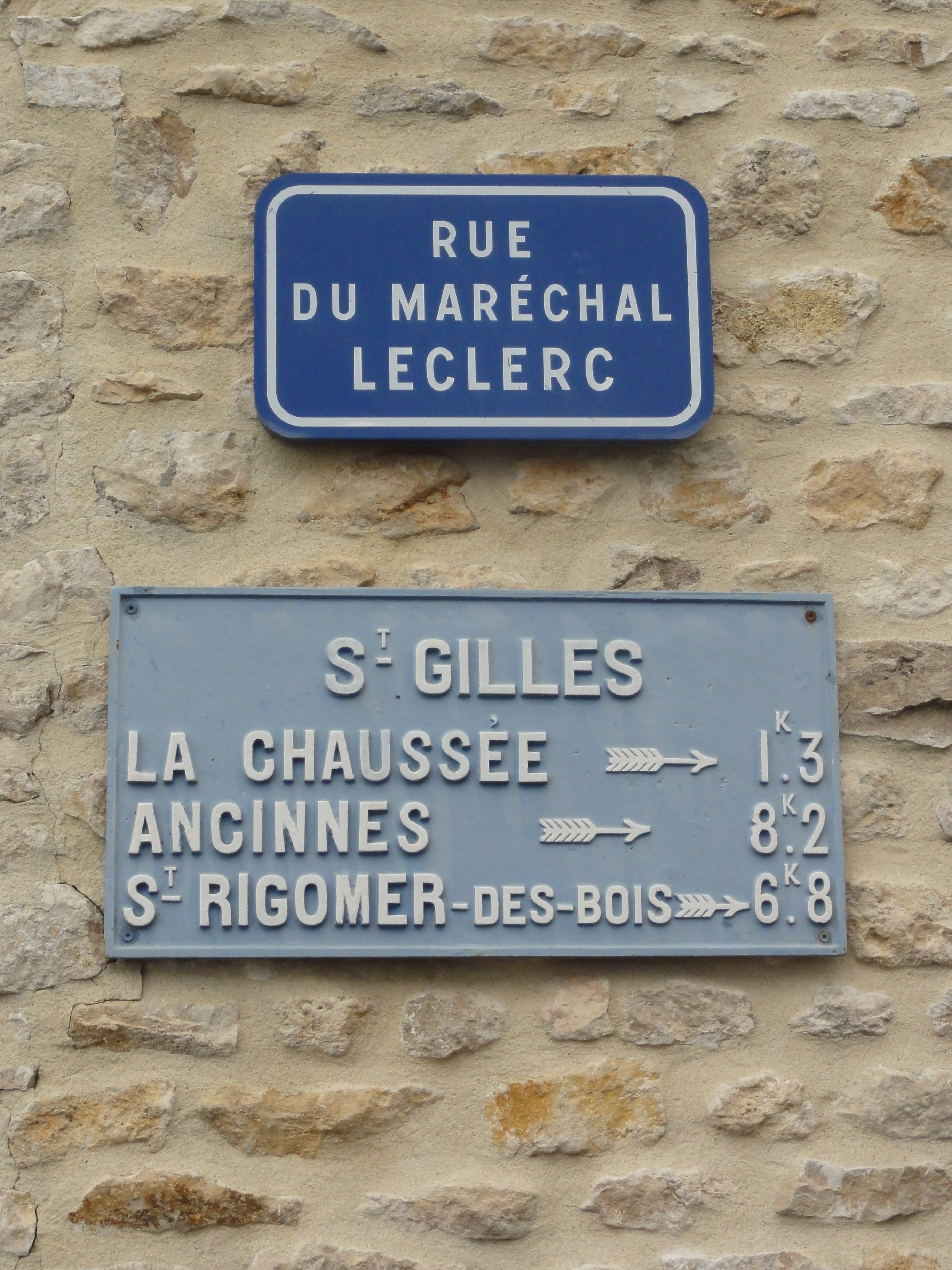
Plaque de cocher au hameau de Saint-Gilles.

## Toponymie
La paroisse était dédiée à Paterne, évêque d'Avranches, dont les reliques étaient conservées, entre autres, dans l'église abbatiale de Saint-Étienne-du-Mont. Saint-Paterne a sans doute été une étape dans la translation des restes du saint jusqu'à Artonne, en Auvergne, pour les soustraire aux pillages des Normands.
La paroisse puis commune s'appelait originellement Saint-Pater, une variante locale de "Paterne". Le nom "Saint-Paterne" apparaît dans les documents officiels dès 1791, mais l'usage de Saint-Pater continua à être dominant y compris dans les documents administratifs pendant la première moitié du XIXe siècle, et ce n'est qu'au milieu des années 1850 que le nom actuel de "Saint-Paterne" s’imposa enfin.
Le gentilé est Saint-Paternais.

## Histoire
Autrefois, la paroisse puis commune de Saint-Pater, comme elle s'appelait alors, englobait une partie du faubourg de Montsort (dont la majeure partie se trouvait dans la commune d'Alençon). Ce territoire a été distrait par décret du 16 messidor de l'an XIII (5 juillet 1805) et annexé à la commune d'Alençon. Évaluée à 189 feux — 890 habitants — la population de Saint-Paterne passe alors à 99 feux soit 465 personnes.
Le 1er janvier 2017, la commune fusionne avec Le Chevain pour former la commune nouvelle de Saint-Paterne-Le Chevain.

## Politique et administration
| Période                                  | Période          | Identité        | Étiquette | Qualité                |
| ---------------------------------------- | ---------------- | --------------- | --------- | ---------------------- |
| 1984                                     | mars 2001        | Serge Roissé    |           |                        |
| mars 2001                                | mai 2013         | Jean-Luc Girard |           | Cadre administratif    |
| juillet 2013                             | 31 décembre 2016 | Michel Mercier  | DVD       | Responsable de travaux |
| Les données manquantes sont à compléter. |                  |                 |           |                        |

Le nombre d'habitants, au dernier recensement, étant compris entre 1500 et 2499, le nombre de membres du conseil municipal est de 19.

## Démographie
En 2021, la commune comptait 1 531 habitants. Depuis 2004, les enquêtes de recensement dans les communes de moins de 10 000 habitants ont lieu tous les cinq ans (en 2004, 2009, 2014, etc. pour Saint-Paterne) et les chiffres de population municipale légale des autres années sont des estimations.
| 1793 | 1800 | 1806 | 1821 | 1831 | 1836 | 1841 | 1846 | 1851 |
| ---- | ---- | ---- | ---- | ---- | ---- | ---- | ---- | ---- |
| 740  | 717  | 464  | 489  | 476  | 547  | 563  | 608  | 607  |

| 1856 | 1861 | 1866 | 1872 | 1876 | 1881 | 1886 | 1891 | 1896 |
| ---- | ---- | ---- | ---- | ---- | ---- | ---- | ---- | ---- |
| 588  | 578  | 536  | 519  | 525  | 533  | 545  | 517  | 464  |

| 1901 | 1906 | 1911 | 1921 | 1926 | 1931 | 1936 | 1946 | 1954 |
| ---- | ---- | ---- | ---- | ---- | ---- | ---- | ---- | ---- |
| 419  | 395  | 418  | 396  | 393  | 408  | 394  | 517  | 563  |

| 1962 | 1968 | 1975  | 1982  | 1990  | 1999  | 2004  | 2009  | 2014  |
| ---- | ---- | ----- | ----- | ----- | ----- | ----- | ----- | ----- |
| 549  | 717  | 1 040 | 1 258 | 1 543 | 1 568 | 1 635 | 1 591 | 1 561 |

| 2018  | - | - | - | - | - | - | - | - |
| ----- | - | - | - | - | - | - | - | - |
| 1 541 | - | - | - | - | - | - | - | - |

## Culture locale et patrimoine

### Lieux et monuments
- Maison au cabinet peint[12], 11 rue d'Alençon,  Inscrite MH (1977)
- Église Saint-Paterne.
- Monument aux morts.
- Le château de Saint-Paterne, aujourd'hui hôtel quatre étoiles, est une ancienne demeure de style Renaissance qui abrita les amours d'Henri IV de France. Le mobilier date du XVIIe siècle. Il se situe dans un vaste parc avec des chênes centenaires.

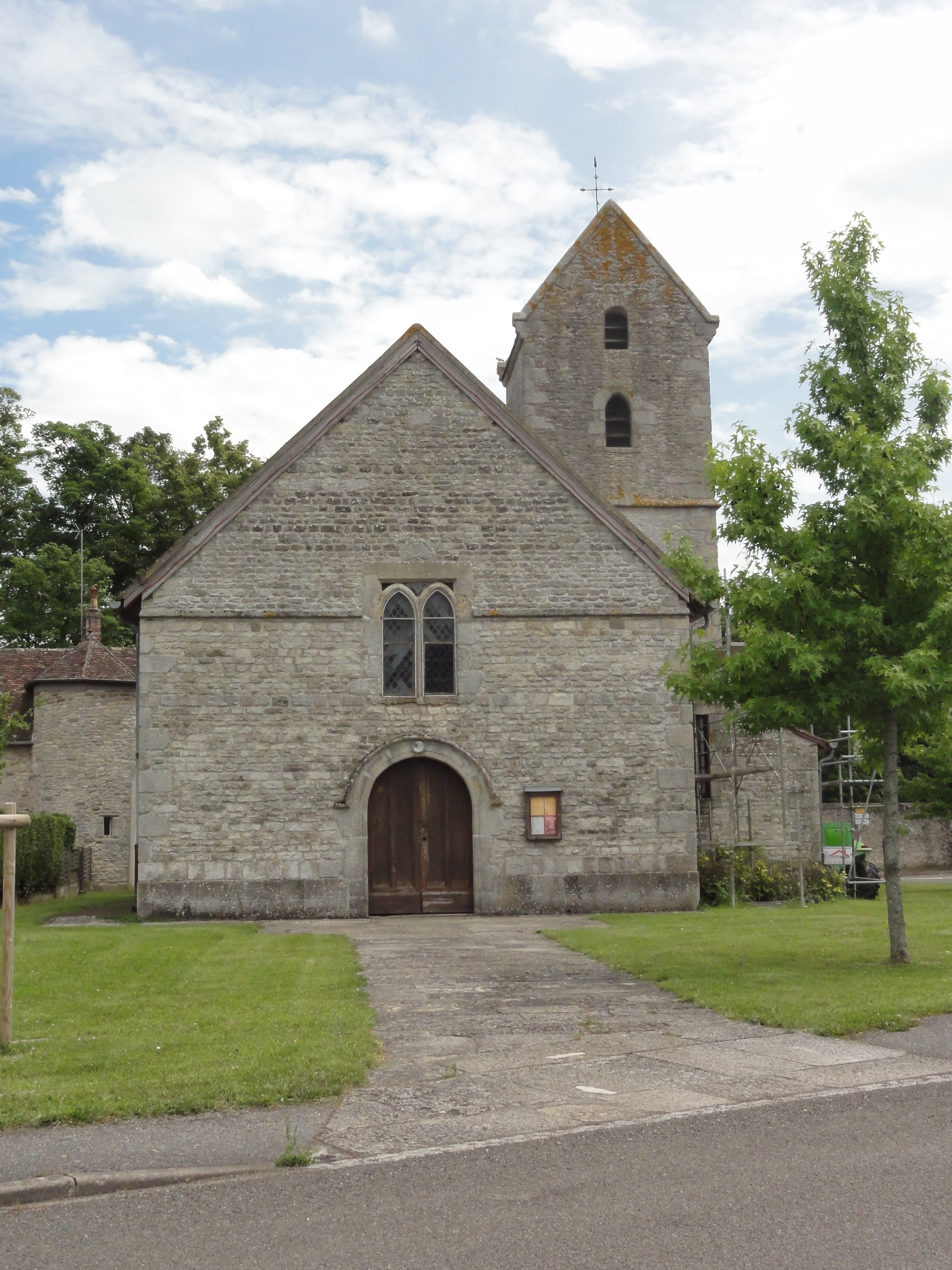
Église Saint-Paterne.
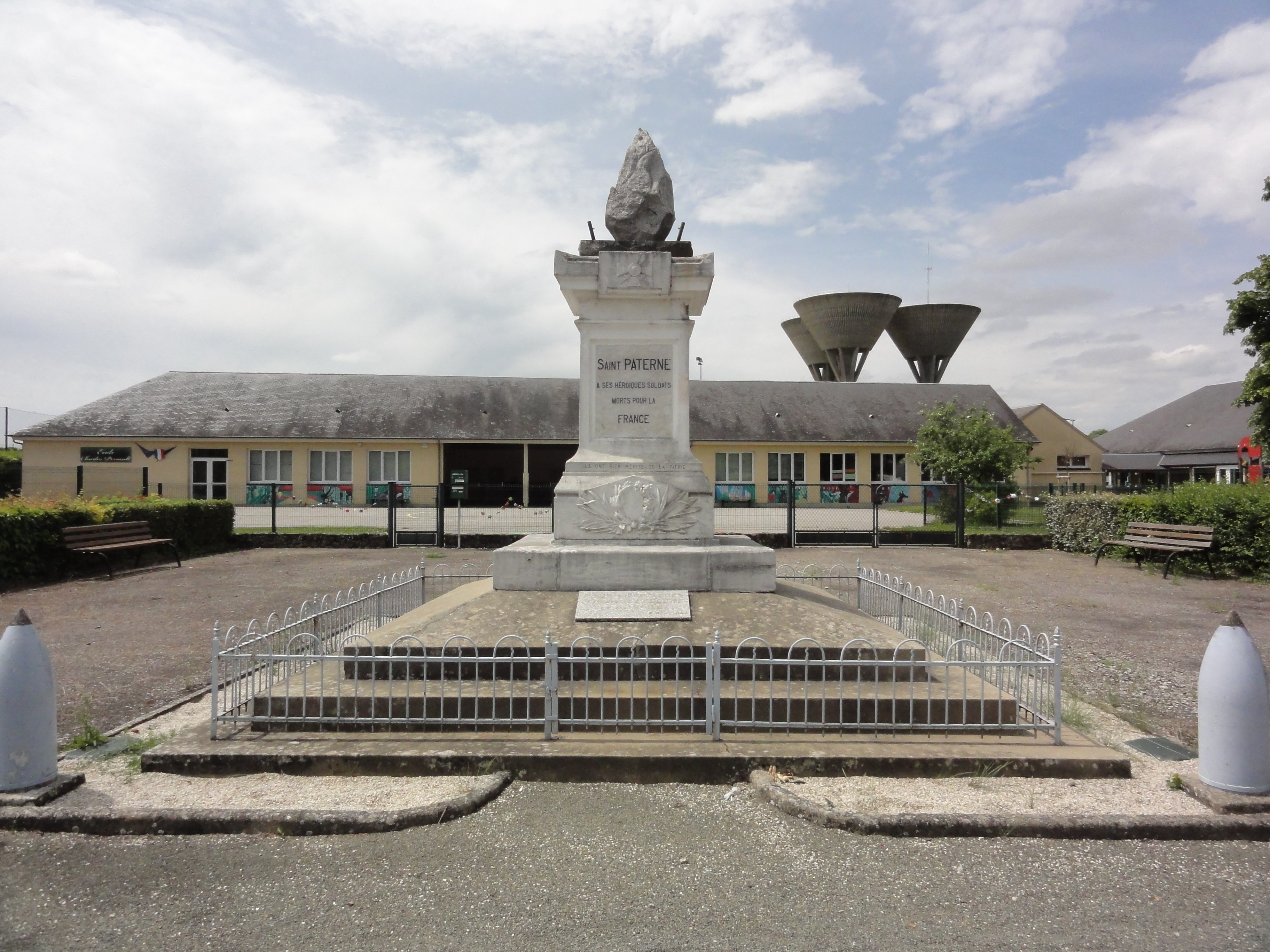
Le monument aux morts et l'école.
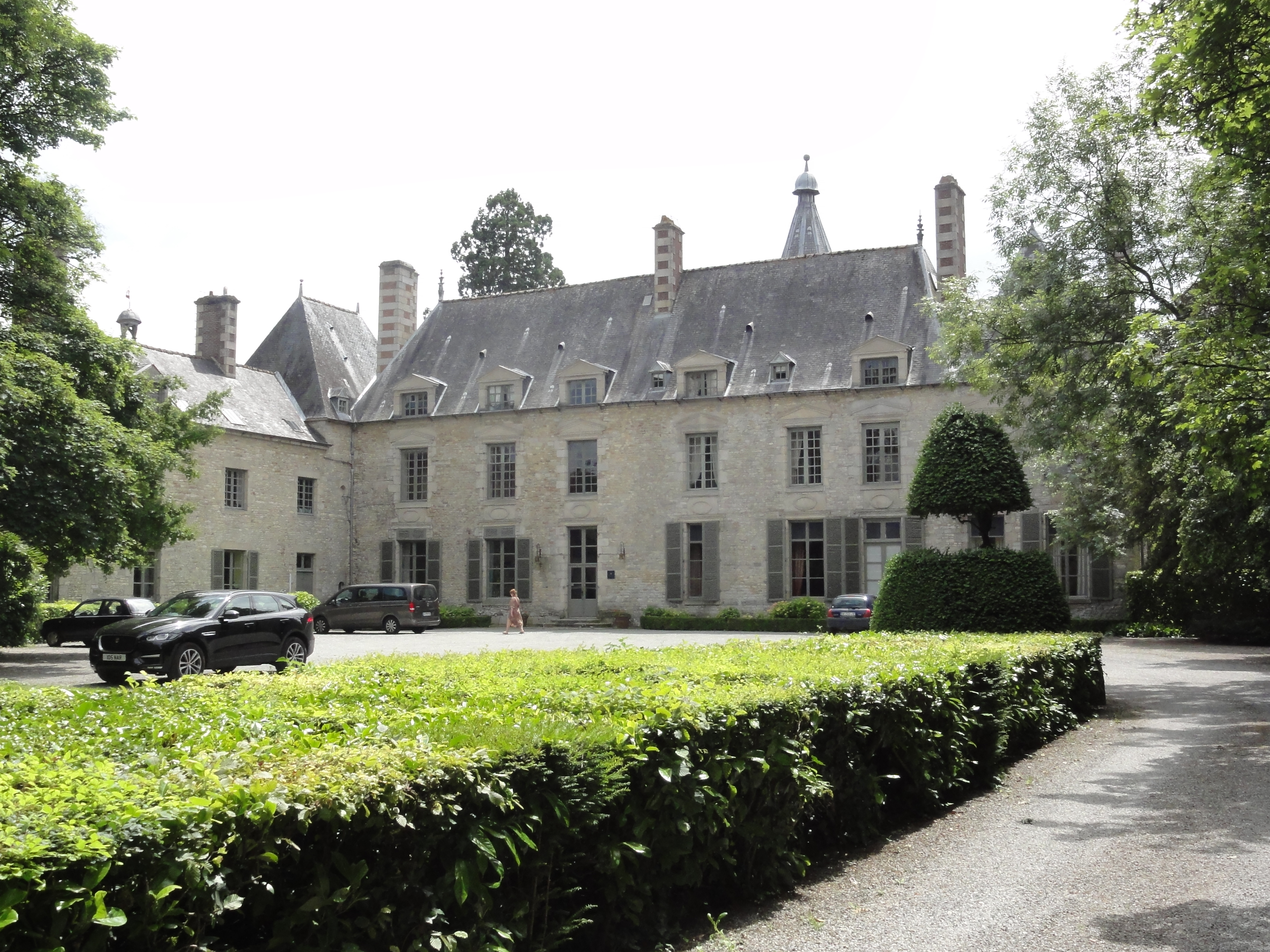
Le château - hôtel.

### Personnalités liées à la commune
Louis Roussel, né à Saint-Paterne en 1825. Devenu prêtre à Paris, il est aumônier militaire et œuvre pour l'apostolat des ouvriers dans le quartier de Grenelle, puis il fonde, à Paris,  le 19 mars 1866 l'Œuvre de la première communion qui deviendra l'Œuvre des orphelins apprentis d'Auteuil. Il consacre le reste de sa vie au développement de cette œuvre. Épuisé et malade, il se retire en mai 1895, à Boulogne-Billancourt où il décède le 11 janvier 1897.

### Héraldique
| Blason de Saint-Paterne | Blason  | D'or à trois hures de sanglier de sable allumées et défendues de gueules.                                        |
| Blason de Saint-Paterne | Détails | Armes de la famille Le Coustellier, anciens seigneurs de la commune au XIVe siècle. Adopté le 30 septembre 1961. |